# Еригабо
Еригабо (сом. Ceerigaabo) — місто в Сомалі, столиця регіону Санааг в складі автономного утворення Сомаліленд. Крім того, місто — адміністративний центр району Еригабо (Erigavo District, сом. Degmada Ceerigaabo).

## Історія
Поселенню Еригабо кілька століть. Еригабо розташований за 60 км від стародавнього північного міста Майд (?) (Maydh). Місцевість відома наявністю численних історичних могил, у яких поховано багато старійшин сомалійських кланів.

## Клімат
Місто знаходиться у зоні, котра характеризується кліматом тропічних пустель. Найтепліший місяць — червень із середньою температурою 22.6 °C (72.7 °F). Найхолодніший місяць — грудень, із середньою температурою 16.3 °С (61.3 °F).
| Клімат Еригабо          | Клімат Еригабо | Клімат Еригабо | Клімат Еригабо | Клімат Еригабо | Клімат Еригабо | Клімат Еригабо | Клімат Еригабо | Клімат Еригабо | Клімат Еригабо | Клімат Еригабо | Клімат Еригабо | Клімат Еригабо | Клімат Еригабо |
| Показник                | Січ.           | Лют.           | Бер.           | Квіт.          | Трав.          | Черв.          | Лип.           | Серп.          | Вер.           | Жовт.          | Лист.          | Груд.          | Рік            |
| Середня температура, °C | 16,7           | 17,8           | 19,3           | 20,7           | 22,1           | 22,6           | 22,6           | 22,3           | 22,6           | 19,8           | 17,5           | 16,3           | 20             |
| Норма опадів, мм        | 4.9            | 11.1           | 23.4           | 51.7           | 56.5           | 26             | 32.3           | 38             | 36.3           | 31.2           | 13.1           | 5.3            | 329.8          |
| Днів з опадами          | 1,8            | 2,1            | 2,8            | 4,8            | 5,6            | 6              | 6,7            | 6,9            | 4,6            | 3              | 2,4            | 1,9            | 48,6           |
| Вологість повітря, %    | 72.6           | 75.3           | 75.8           | 78.9           | 77             | 67.5           | 61             | 61.5           | 67.6           | 72.1           | 76.7           | 77.2           | 71.9           |
| ----------------------- | -------------- | -------------- | -------------- | -------------- | -------------- | -------------- | -------------- | -------------- | -------------- | -------------- | -------------- | -------------- | -------------- |
| Джерело: Weatherbase    |                |                |                |                |                |                |                |                |                |                |                |                |                |